# 藍谷莉穂
藍谷 莉穂（あいたに りほ、Riho Aitani、1993年7月27日 - ）は、日本の元グラビアアイドル。埼玉県出身。エートップに所属していた。

## 略歴
- 2008年 3月ごろから活動を始める。
- ミスマガジン2009ベスト16に進出[2]。
- 2012年 所属事務所が閉鎖し引退。

## 人物
- 趣味はショッピング、テニス。
- 特技は必殺笑顔。

## リリース作品

### DVD
1. たっぷり藍谷莉穂14歳（アイマックス、2008年9月25日）
2. たっぷり藍谷莉穂 Part.2 15歳（アイマックス、2008年11月25日）
3. Fairy 藍谷莉穂（IdolFactory、2008年12月13日）
4. 卒業 藍谷莉穂[3][4]（IdolFactory、2009年3月25日）
5. ピュア・スマイル 藍谷莉穂[5]（竹書房、2009年10月23日）
6. とまどい（彩文館出版、2010年1月22日）
7. りほみるく（gRowup、2010年4月28日）
8. Glamorous（gRowup、2010年12月20日）
9. ラブドルコンプリート 藍谷莉穂 〜15歳から16歳まで〜（ラブドルネット、2011年6月25日）
10. FINAL*STAGE 藍谷莉穂（IdolFactory、2011年10月25日）

### 写真集
1. 藍色（彩文館出版、2009年12月26日）

### Androidアプリ
1. fever＠りほらじっ！①（ラブドルネット、2011年6月3日）